# Culture de la Sierra Leone

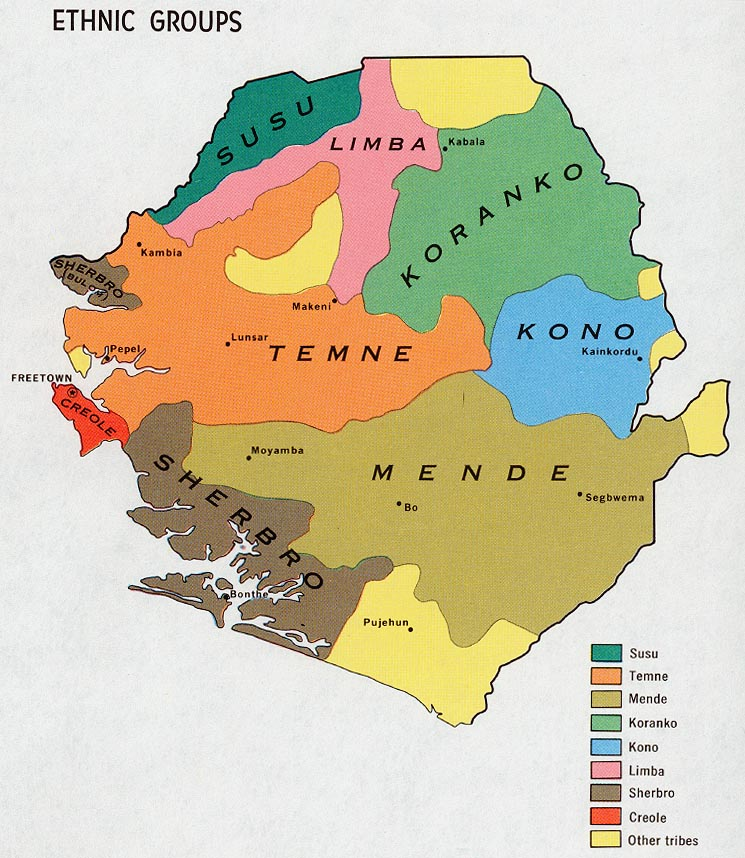
Peuples de la Sierra Leone (1969).

La culture de la Sierra Leone est l'ensemble des pratiques culturelles observables de ses 8 400 000 habitants environ en 2024 (pour 2 180 000 en 1963). 
Elle présente quelques similitudes avec celle de ses voisins immédiats, la Guinée et le Liberia, autres petits États côtiers avec un arrière-pays montagneux et un climat tropical humide. La Sierra Leone est aussi marquée par les traites négrières, son passé colonial au sein de l'Afrique occidentale britannique et, plus récemment, par la guerre civile qui y a sévi entre 1991 et 2002. Dans l'intervalle (2012), le pays a retrouvé le chemin de la démocratie et de l'alternance politique, même si son indice de développement humain (IDH) reste parmi les plus faibles (180e rang sur 187 en 2011).

## Peuples, langues, cultures

### Langues
- Langues en Sierra Leone, Catégorie:Langue en Sierra Leone
  - Mendé (29,5 %), Temne (24,7 %) et plus d'une vingtaine d'autres langues…
  - Krio, créole à base lexicale anglaise, lingua franca,
  - Anglais, langue officielle,
  - Bengali, langue officielle à titre honoraire,

### Peuples
- Groupes ethniques en Sierra Leone
  - Temnés, Mendés, Limba, Peuls (Fula), Mandingues de Sierra Leone (en),
  - Kono, Krio, Kouranko, Soussou, Kissi, Krou, Sherbro, Vaï
  - Loko (en), Aku (Oku), Yalunka,
  - Libanais de la Sierra Leone (en)
- Diaspora sierra leonaise

Parmi les 6 millions d'habitants environ que compte le pays, les Mendé, établis dans le sud, sont les plus nombreux (35 %), suivis par les Temné du nord-ouest (32 %). Les autres populations sont les Limba (8 %), les Kono (5 %), les Bullom et les Sherbro, ainsi que les Koranko (3,5 %). Les Krio (moins de 2 %) sont concentrés dans la capitale Freetown. Quant aux Peuls, ils sont dispersés dans le pays.
L'anglais est la langue officielle, alors que le krio est la langue véhiculaire.

## Traditions

### Religion(s)
- Religions traditionnelles africaines, Animisme, Fétichisme, Esprit tutélaire, Mythologies africaines
  - Mané (peuple) (en), Gola (peuple), Société secrète, Poro (rituel), Société Poro (masculine), Société Sande (féminine), oiseau Senufo (en)
  - Aniota (société secrète) (hommes-léopards)
- Religion en Afrique, Christianisme en Afrique, Islam en Afrique
- Islam radical en Afrique noire
- Anthropologie de la religion
- Religion en Sierra Leone
- Islam en Sierra Leone, Ahmadiyya en Sierra Leone (en)
  - Religions minoritaires
    - Église catholique en Sierra Leone (en)
    - Méthodisme, Évangélisme, Presbytérianisme, Baptisme, Luthéranisme, Témoins de Jéhovah, Anglicanisme, Église de Jésus-Christ des saints des derniers jours en Sierra Leone (en)
    - Hindouisme en Sierra Leone (en)

60..70 % des Sierra-léonais sont musulmans, 8 % sont chrétiens – surtout protestants. Les croyances traditionnelles restent vivaces.

### Symboles
- Armoiries de Sierra Leone
- Drapeau de Sierra Leone
- Hymne national (depuis 1961) :High We Exalt Thee, Realm of the Free
- Devise nationale : Unité, Liberté, Justice
- Lion, animal-symbole

### Fêtes
- Jours fériés publics en Sierra Leone (en)

## Vie sociale

### Famille
- Mutilations génitales féminines en Sierra Leone (en), Mutilations génitales féminines
- Polygamie en Sierra Leone (en)
- Droits LGBT en Sierra Leone (en)
- Prostitution en Sierra Leone

### Noms
- Nom de famille, Nom personnel

### Société
- Palabre, Arbre à palabres
- Poro (rituel) et société initiatique Mande, en Côte d'Ivoire et en Sierra Leone
- Société Sande, société initiatique, masques, excision,
- Liste de gens de Sierra Leone (en)

### Éducation
- Éducation en Sierra Leone (en)
- Hannah Benka-Coker (1903-1952)
- Liste d'établissements universitaires en Sierra Leone (en)

### Droit
- Droit sierraléonais
- Droit de l'homme en Sierra leaone
- Criminalité au Sierra Leone
- Rapport Sierra Leone 2016-2017 d'Amnesty International

## Arts de la table
- Cuisine sierra-léonaise
- Manioc, Gari (farine), Tapioca, Cassave, Attiéké
- Igname
- Riz
- Pomme de terre
- Acarajé
- Poisson frit
- Sauce palabre
- Bière de gingembre
- Cuisine africaine, cuisine ouest-africaine, liste des cuisines africaines

## Santé
- Santé en Sierra Leone (en)
- Épidémie de choléra en Sierra Leone en 2012 (en)
- Épidémie de maladie à virus Ebola en Afrique de l'Ouest, Ebola en Sierra leone (en), Ouse to Ouse Tock (en)
- Cannabis en Sierra leone (en)
- Fourniture d'eau en Sierra Leone (en)
- Invalidité en Sierra Leone (en)
- Judy Trust (en), organisation caritative quaker
- Lamin Jusu Jarka (en)

### Jeux populaires
- Divertissement en Sierra Leone
- Jeux populaires

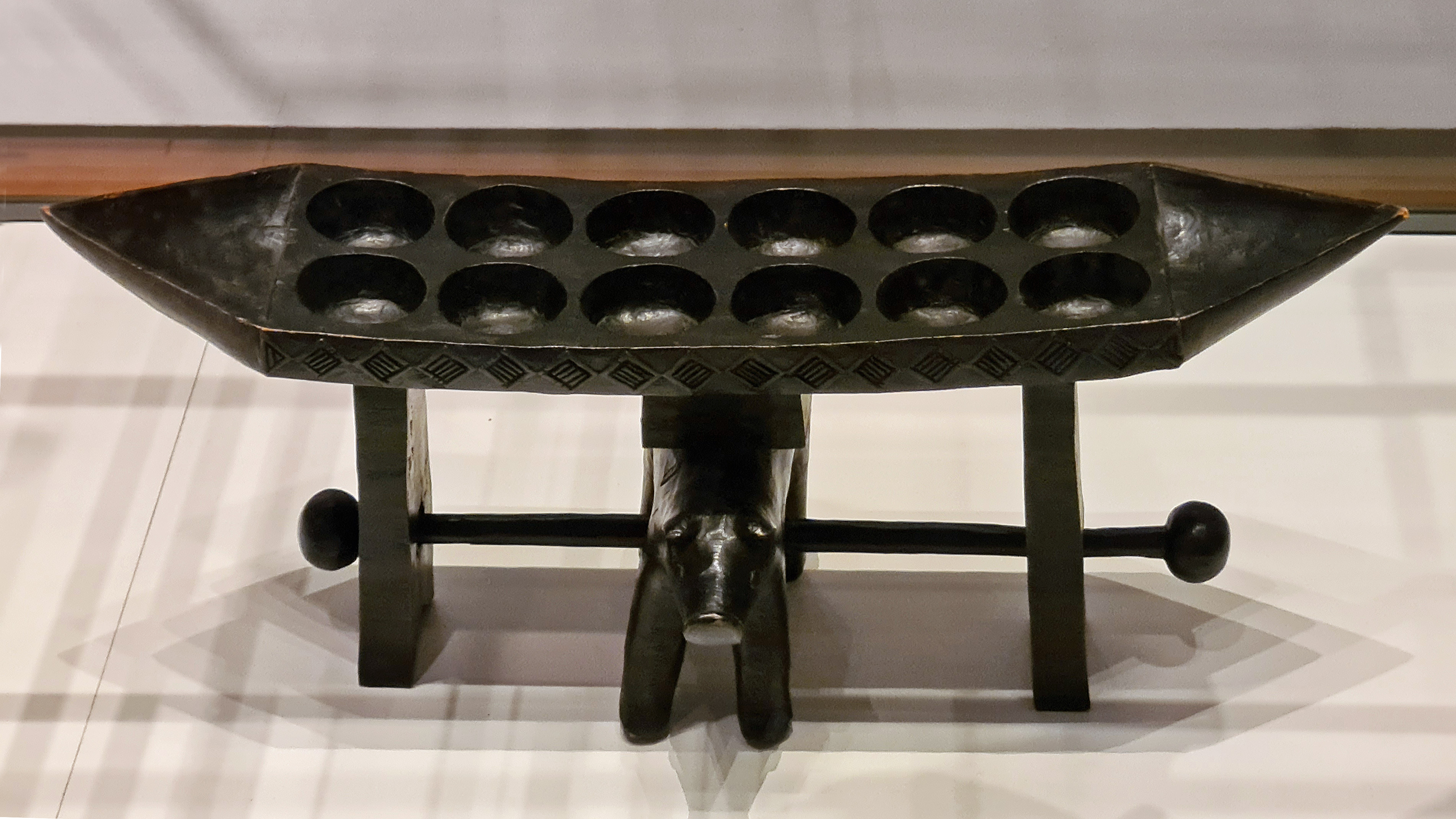
Jeu de wari (awalé).
En Sierra Leone ces jeux sont réputés pour les sculptures élaborées de leurs supports, ici probablement un cochon.

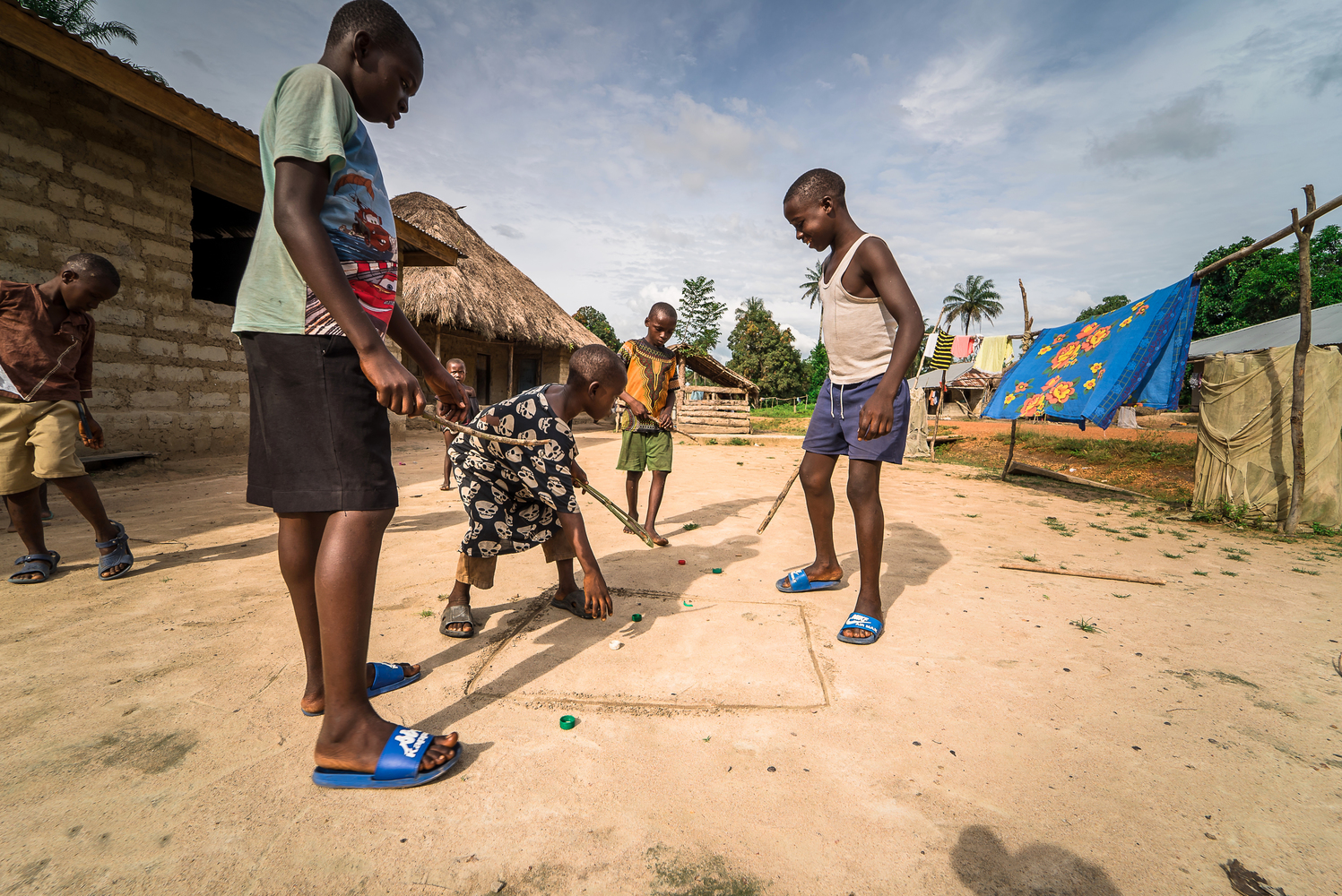
Enfants traçant un jeu dans le sable.

- Sports populaires : Football, Basketball, Cricket, Plongée, Pêche, Athlétisme, Yoga

### Sports
- Sport en Sierra Leone (en), Rubriques sportives de Sierra Leone
- Catégorie:Sportif sierra-léonais, Catégorie:Sportive sierra-léonaise
- Catégorie:Événement sportif en Sierra Leone
- Sierra Leone aux Jeux olympiques
- Jeux paralympiques, Sierra Leone aux Jeux paralympiques
- Sierra Leone aux Jeux du Commonwealth
- Catégorie:Handisport en Sierra Leone
- Jeux africains ou Jeux panafricains, depuis 1965, tous les 4 ans (...2011-2015-2019...)

#### Arts martiaux
- Arts martiaux en Sierra Leone
- Liste des luttes traditionnelles africaines par pays

## Médias

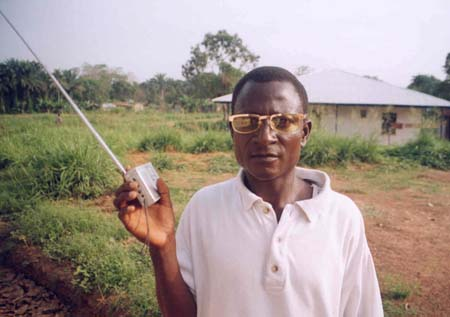
Un auditeur dans la région de Kailahun

- Radio UNAMSIL
- Médias en Sierra Leone (en)
- Télécommunications en Sierra Leone (en) dont Internet[5]

En 2016, le classement mondial sur la liberté de la presse établi chaque année par Reporters sans frontières situe la Sierra Leone au 92e rang sur 180 pays. La presse est pluraliste et indépendante, sous réserve de ne pas mettre en cause le Président. Les radios communautaires sont très écoutées.

## Littérature
- Littérature en Sierra Leone (en)
- Écrivains de Sierra Leone, liste d'écrivains de Sierra Leone
- Africanus Horton (en) (1835-1883), West African Countries and Peoples (1868)
- Gladys Casely-Hayford (1904-1950)

## Artisanats
- Arts appliqués, Arts décoratifs, Arts mineurs, Artisanat d'art, Artisan(s), Trésor humain vivant, Maître d'art

Les savoir-faire liés à l’artisanat traditionnel relèvent (pour partie) du patrimoine culturel immatériel de l'humanité. On parle alors de trésor humain vivant.
Mais une grande partie des techniques artisanales ont régressé, ou disparu, dès le début de la colonisation, et plus encore avec la globalisation, sans qu'elles aient été suffisamment recensées et documentées.

### Arts graphiques
- Calligraphie, Enluminure, Gravure, Origami
- Liste de sites pétroglyphiques en Afrique, Art rupestre

### Textiles

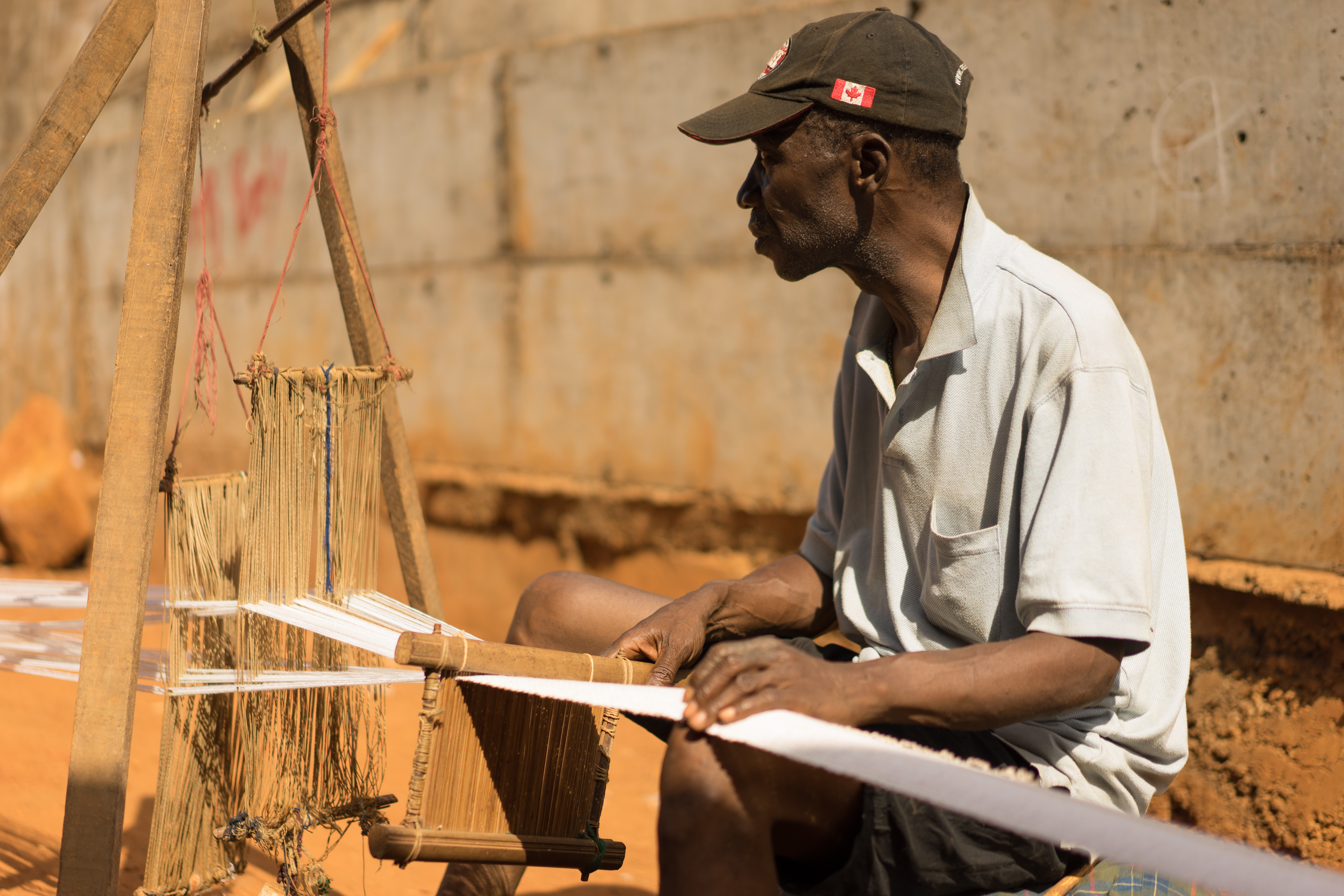
Tissage du coton.

- Art textile, Arts textiles, Fibre, Fibre textile, Design textile
- Mode, Costume, Vêtement, Confection de vêtement, Stylisme
- Technique de transformation textile, Tissage, Broderie, Couture, Tricot, Dentelle, Tapisserie,

### Cuir
- Maroquinerie, Cordonnerie, Fourrure

### Papier
- Papier, Imprimerie, Techniques papetières et graphiques, Enluminure, Graphisme, Arts graphiques, Design numérique

### Bois

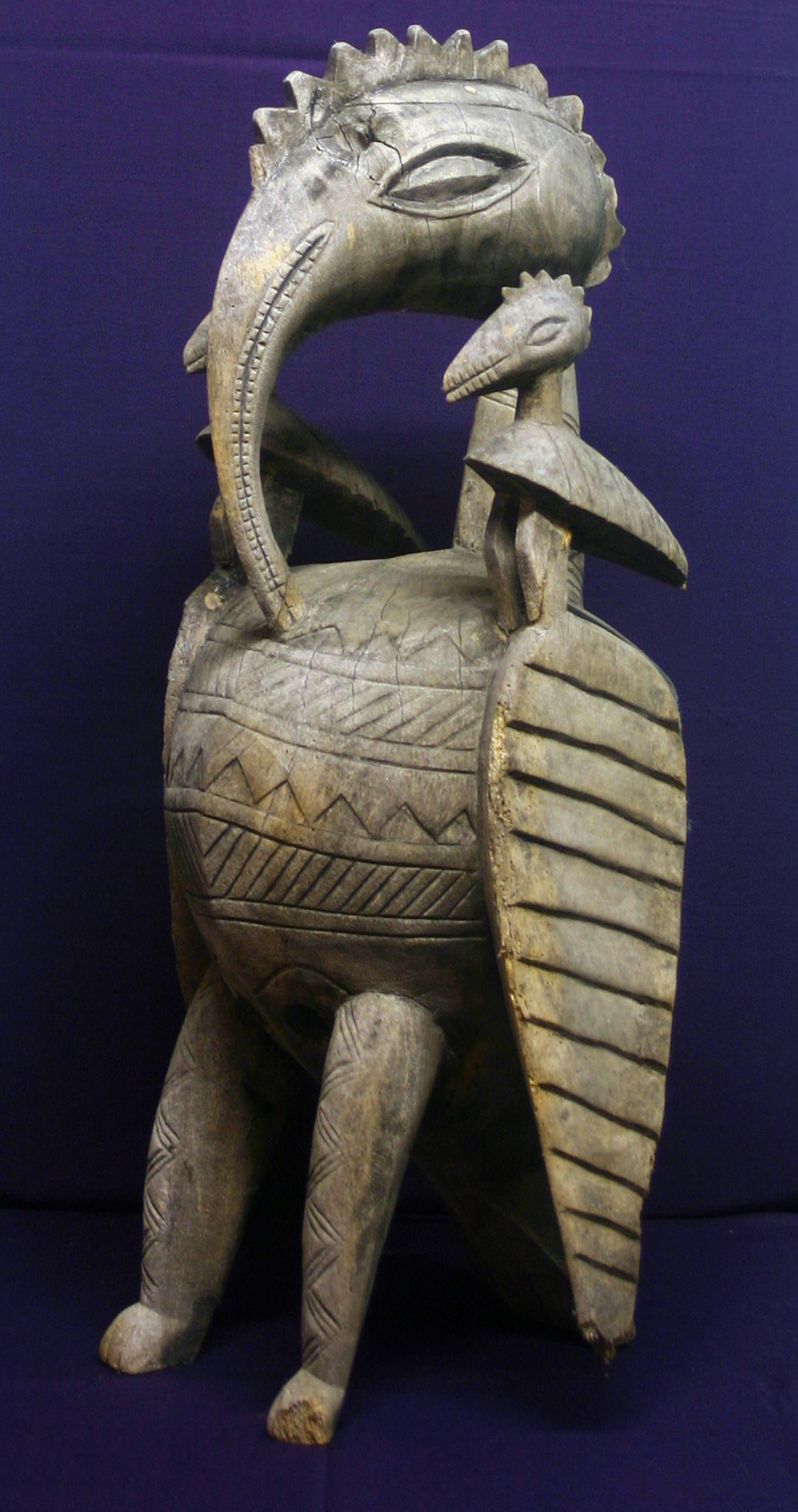
Masque d'oiseau Senufo

- Travail du bois, Boiserie, Menuiserie, Ébénisterie, Marqueterie, Gravure sur bois, Sculpture sur bois, Ameublement, Lutherie
- Nomoli, oiseau Senufo (en)

### Métal
- Métal, Sept métaux, Ferronnerie, Armurerie, Fonderie, Dinanderie, Dorure, Chalcographie

### Poterie, céramique, faïence
- Mosaïque, Poterie, Céramique, Terre cuite
- Céramique d'Afrique subsaharienne

### Verrerie d'art
- Art verrier, Verre, Vitrail, Miroiterie

### Joaillerie, bijouterie, orfèvrerie

Vente de bijoux artisanaux à Freetown.

- Lapidaire, Bijouterie, Horlogerie, Joaillerie, Orfèvrerie

### Espace
- Architecture intérieure, Décoration, Éclairage, Scénographie, Marbrerie, Mosaïque
- Jardin, Paysagisme

## Arts visuels
- Art africain traditionnel, Art contemporain africain
- Liste de sites pétroglyphiques en Afrique, Art rupestre
- Architecture, architectures traditionnelles, architectures modernes
- Peinture
- Sculpture, Nomoli, Patricia Piccinini (1965), John Goba (1944-)
- Photographie, Alphonso Lisk-Carew (en) (1887-1969)
- Art en Sierra Leone (en)
- Nomoli

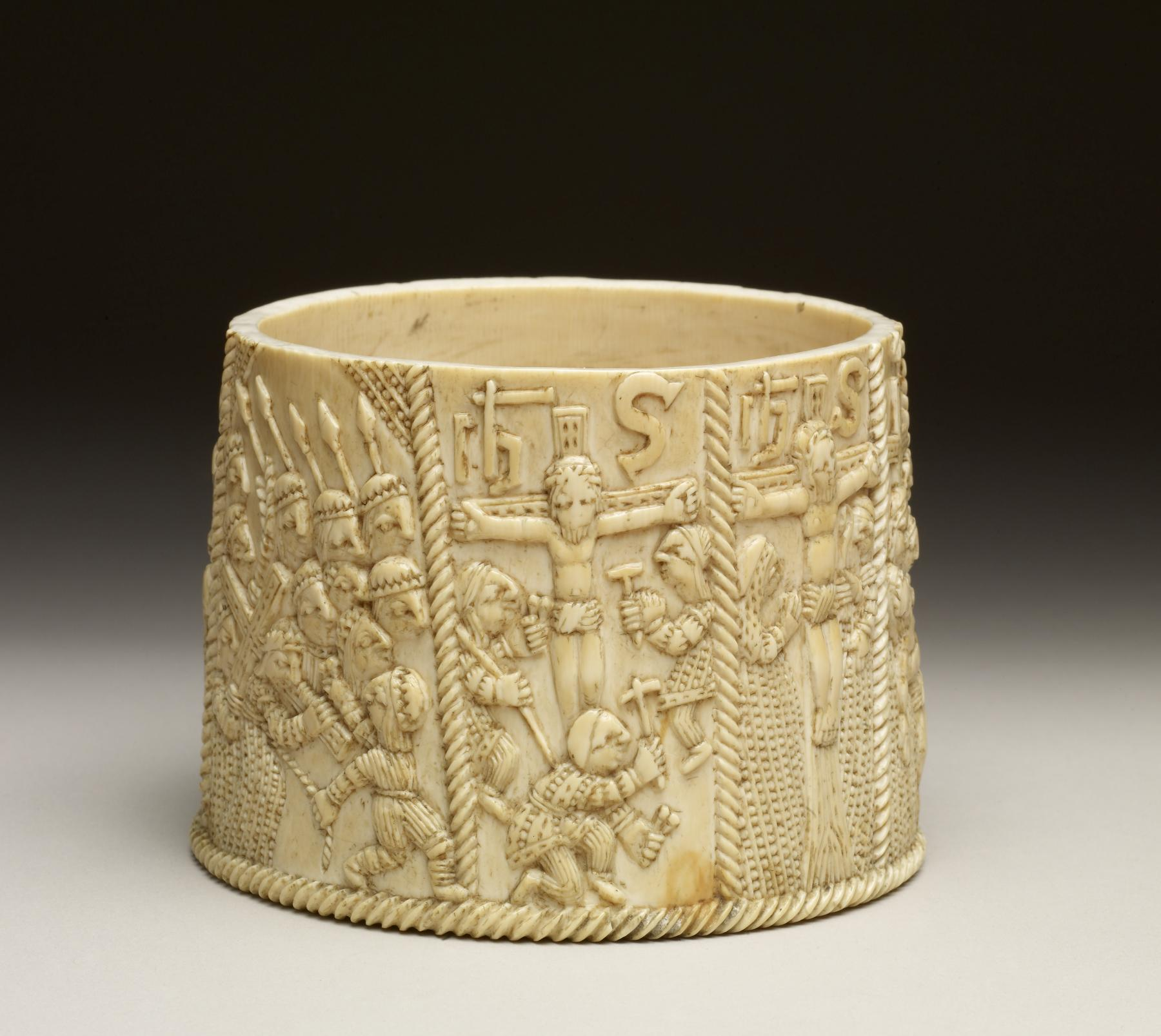
Custode en ivoire (Walters Art Museum)
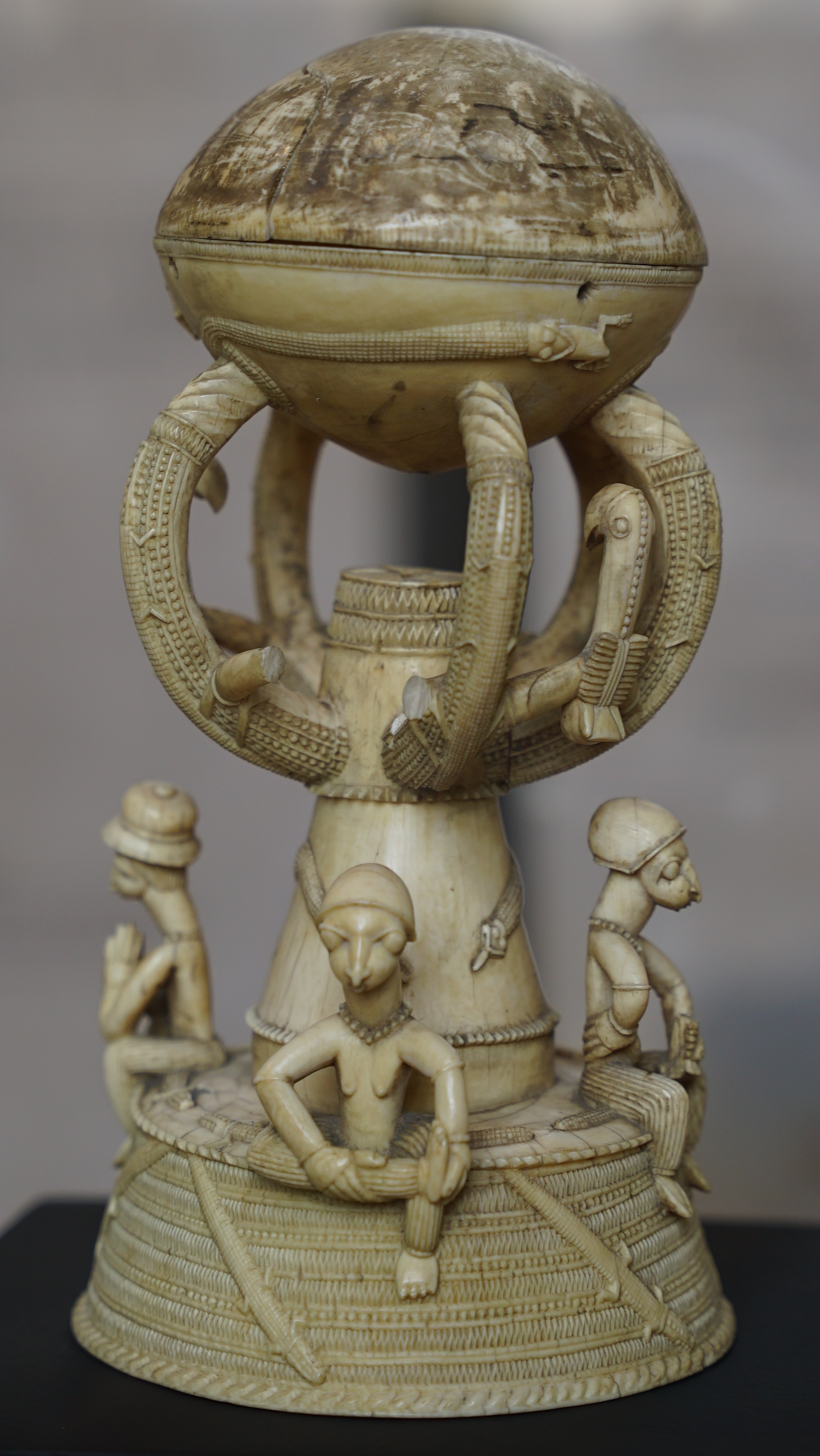
Salière sapi en ivoire du Musée Saint-Remi de Reims.
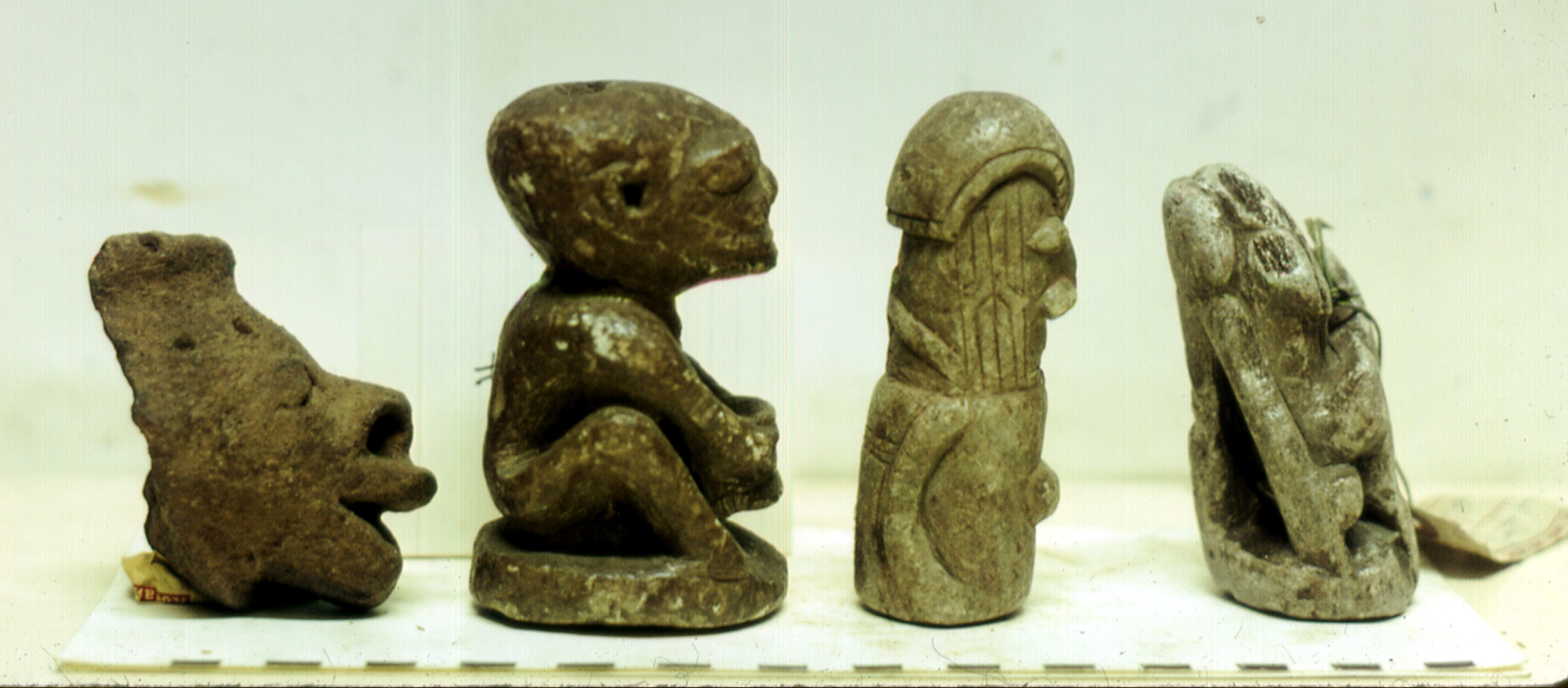
Nomoli de profil (British Museum)
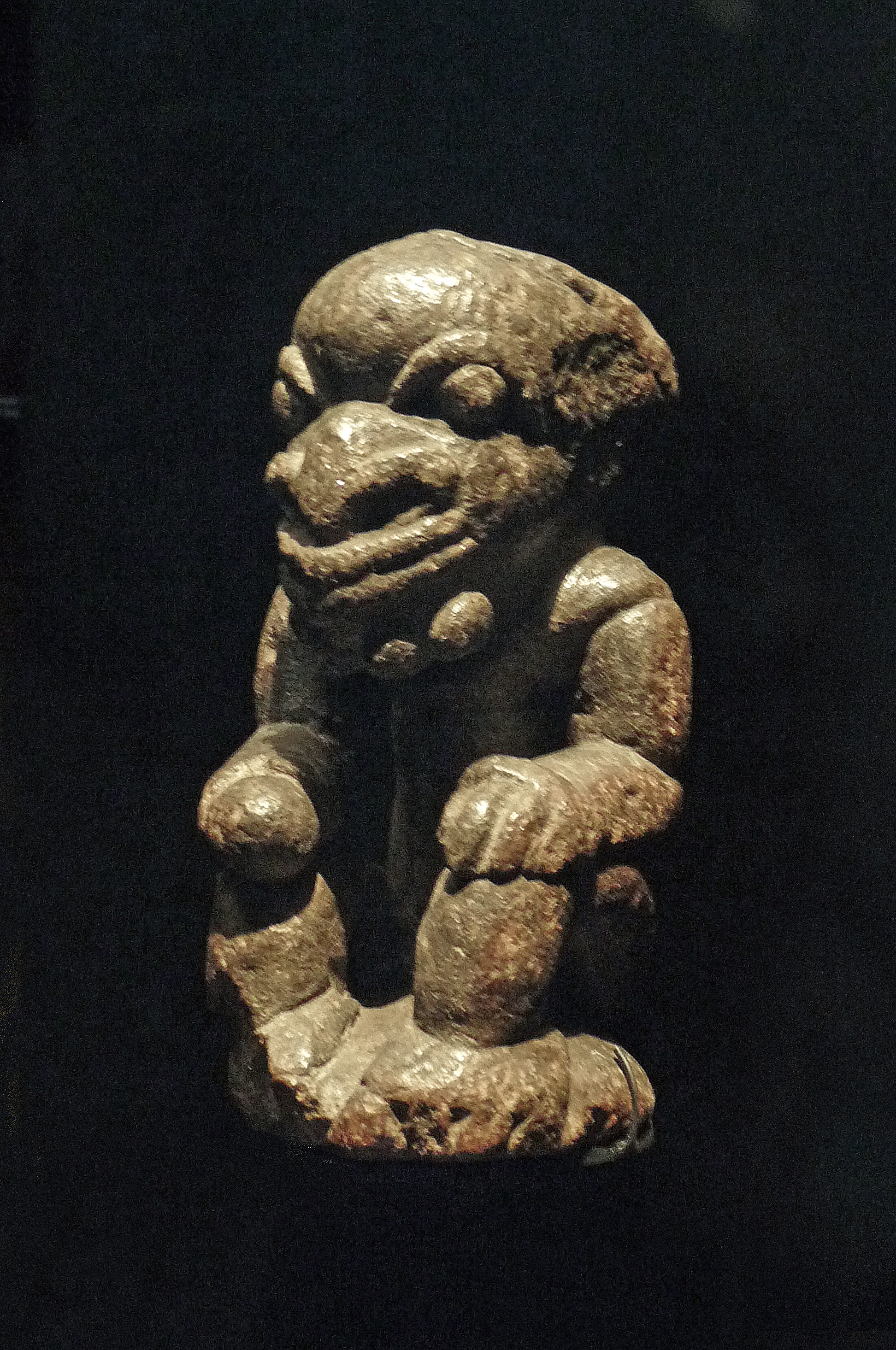
Nomoli mendé (Musée du quai Branly)

## Arts du spectacle
- Spectacle vivant, Performance, Art sonore

### Musique(s)
- Musique par pays, Musique improvisée, Improvisation musicale
- Musique en Sierra Leone (en)
- Musique Vin de Palme
- Master drummer (en)

### Danse(s)
- Asadata Dafora (en) (1890-1965)
- Michaela DePrince (1955-)

### Théâtre
- Improvisation théâtrale, Jeu narratif

### Autres: marionnettes, mime, pantomime, prestidigitation
- Formes mineures des arts de scène
- Arts de la rue, Arts forains, Cirque,Théâtre de rue, Spectacle de rue,
- Marionnette, Arts pluridisciplinaires, Performance (art)…
- Arts de la marionnette en Sierra Leone sur le site de l'Union internationale de la marionnette

### Cinéma
- Cinéma en Sierra Leone
- Films se déroulant en Sierra Leone
- Amistad (1997)

### Autres
- Vidéo, Jeux vidéo, Art numérique, Art interactif
- Réseau africain des promoteurs et entrepreneurs culturels (RAPEC), ONG
- Société africaine de culture, association (SAC, 1956), devenue Communauté africaine de culture (CAC)
- Congrès des écrivains et artistes noirs (1956)
- Festival mondial des arts nègres (1966, 2010)
- Confréries de chasseurs en Afrique

## Tourisme
- Tourisme en Sierra Leone (en)

## Patrimoine
- List of National Monuments of Sierra Leone (en)

Le programme Patrimoine culturel immatériel (UNESCO, 2003) n'a rien inscrit pour ce pays dans sa liste représentative du patrimoine culturel immatériel de l’humanité (au 14/01/2016).
Le programme Mémoire du monde (UNESCO, 1992) n'a rien inscrit pour ce pays dans son registre international Mémoire du monde (au 14/01/2016).

### Musées et autres institutions
- Liste de musées en Sierra Leone

### Liste du Patrimoine mondial
Le programme Patrimoine mondial (UNESCO, 1971) a inscrit dans sa liste du Patrimoine mondial (au 12/01/2016) : Liste du patrimoine mondial en Sierra Leone.

### Discographie
- Jean Jenkins (collecteur), Sierra Leone : musiques traditionnelles, Radio-France, Paris ; Harmonia Mundi, Arles, 1992, (CD, 50 min 09 s, + brochure, 17 p.)

### Filmographie
- Limba : le poids des maux, film documentaire de Patrice Landes, L'Harmattan, ADAV, 2008, 54 min (DVD)